# 植木千可子
植木 千可子（うえき ちかこ、旧姓：川勝）は、日本の国際政治学者。早稲田大学国際学術院大学院アジア太平洋研究科教授。専門は、政治学、国際関係論、安全保障論、東アジアの国際関係と安全保障、日米中関係。

## 略歴
1981年上智大学外国語学部フランス語学科卒業。1983年同大学院外国語学研究科国際関係論専攻修士課程修了。マサチューセッツ工科大学政治学研究科博士課程では、バリー・ポーゼンやスティーヴン・ヴァン・エヴェラに師事した、2006年同大学博士号（Ph.D.、政治学）を取得。学位論文 ”The Rise of ‘China Threat’ Arguments” により、2007年6月Lucian Pye Award 受賞。
1983年から1991年まで朝日新聞記者（政治部等）、1994年マサチューセッツ工科大学研究助手、1998年北京大学国際関係研究所客員研究員、2000年から2007年まで防衛省防衛研究所主任研究官、2007年早稲田大学大学院アジア太平洋研究科准教授を経て、2008年より同教授、2009年同大学国際学術院教授。
2009年、麻生太郎内閣で首相の諮問機関「安全保障と防衛力に関する懇談会」委員。2012年から2015年までマサチューセッツ工科大学国際研究センター安全保障プログラム客員研究員。

## 主な著書・論文
- 『平和のための戦争論――集団的自衛権は何をもたらすのか？』ちくま新書、2015年
- 『北東アジアの「永い平和」――なぜ戦争は回避されたのか』本多美樹共編著　勁草書房、2012年
- 「第３章　戦略、軍事力、安全保障」『アクセス安全保障論』所収、日本経済評論社、2005年
- ”Nationalism as a Cause of War: the Case of the Crimean War” (1997)
- ”China’s Policy of Bread and Circus and its Effects on Policies towards Japan and the United States” Issues and Insights, vol.3, no.9 (2003)
- ”Repairing the Strategic Safety-net: Interdependence and Security in East Asia” (2006)
- ”The Rise of ‘China Threat’ Arguments” Dissertation, Massachusetts Institute of Technology (2006)